# Волошин Олександр Федорович
Олександр Федорович Волошин (псевдонім — Олександр Хведорович Журба; 24 листопада (6 грудня) 1855, Бобринець, Херсонська губернія, Російська імперія — 1933) — політичний діяч УНР, член Української Центральної Ради, педагог, етнограф, фольклорист.

## Життєпис
По закінченню повітової школи продовжив навчання у Херсонській вчительській семінарії, яку покинув 1873 року. Працював вчителем. 1878 року Олександр Волошин перебрався до Єлизаветграда, де потрапив під постійний нагляд поліції. Згодом переїжджає до Одеси. Там він працює коректором, помічником учителя у художній школі, видає «Збірничок українських пісень» (1895). Під час української революції став членом Української Центральної Ради. Після завершення революції повернувся до Одеси.